# Ka-діапазон
Діапазон Ka (вимовляється як "кей-ей діапазон" або "ка-діапазон") є частиною мікрохвильової частини електромагнітного спектру визначається як частоти у діапазоні 26,5–40 гігагерц (ГГц), тобто довжини хвиль від трохи більше одного сантиметра до 7,5 міліметрів. Діапазон називається Ka як скорочення від "K-above", тому що це верхня частина оригінального K-діапазону НАТО, яка була розділена на три групи через наявність піку резонансу атмосферної водяної пари на частоті 22,24 ГГц (1,35 см), що зробило центральну частину непридатною для передачі на великі відстані. Діапазон 30/20 ГГц використовується у висхідному каналі в супутниковому зв'язку  у діапазонах 27,5 ГГц і 31 ГГц, і радарах близького огляду високої роздільної здатності на борту військових літаків. Деякі частоти в цьому радіодіапазоні використовуються правоохоронними органами для визначення швидкості транспортного засобу. Телескоп Кеплер використовував цей діапазон частот для низхідної передачі наукових даних, зібраних космічним телескопом.
Позначення «Ka-band» походить від німецького слова «kurz», що означає «короткий».

## Супутниковий зв'язок
У супутниковому зв’язку діапазон Ka забезпечує зв’язок із більш високою пропускною здатністю. Вперше він був використаний в експериментальній ACTS Gigabit Satellite Network, а зараз використовується для високошвидкісного супутникового доступу в Інтернет для Системи І-5 Inmarsat на геостаціонарній орбіті (ГСО) і супутника K-1 Kacific; на низькій навколоземній орбіті (ННО) системою SpaceX Starlink і серією супутників Iridium Next; і на середній навколоземній орбіті (СНО) системою SES O3b; і космічний телескоп Джеймс Вебб.
Заплановані майбутні супутникові проекти з використанням Ka-діапазону включають  сузір'я інтернет-супутників проект Kuiper Amazon  на ННО, SES  багатоорбітальна система інтернет-супутників SES-17 на ГСО (запущений у жовтні 2021 року), сузір’я O3b mPOWER на СНО (буде запущено у 2022–2024 роках).
Діапазон Ka більш сприйнятливий до дощового ослаблення, ніж діапазон Ku, який, у свою чергу, більш сприйнятливий, ніж C-діапазон. Частота зазвичай використовується в експериментах космічного мікрохвильового фону. Мобільні мережі 5-го покоління також частково перекриватимуть діапазон Ka (28, 38 і 60 ГГц).

## Радіолокація

### Цивільні авіаційні радари
Ka-діапазон широко використовується в радіолокації. Через особливості цього діапазону (високий ступінь атмосферного поглинання і невелика довжина хвилі), радари Ka-діапазону здатні працювати на коротких відстанях і проводити вимірювання надвисокої роздільної здатності. Типовою сферою застосування цих радарів є управління повітряним рухом в аеропортах, де за допомогою послідовності дуже коротких імпульсів (тривалістю в кілька наносекунд) визначається дистанція до повітряного судна.